# Alfonso Pastor Vacas
Alfonso Pastor Vacas (Bujalance, Córdoba, 4 de octubre del 2000) es un futbolista español que se desempeña como guardameta en el Levante UD de la Primera División de España.

## Carrera

### Cantera sevillista, Sevilla FC "C" y Sevilla Atlético
Llegó a la cantera del Sevilla FC con trece años procedente del Séneca CF cordobés. Aun siendo juvenil comenzó a defender la portería del Sevilla FC "C", segundo filial del equipo blanquirrojo de la Tercera División.Incluso realiza la pretemporada con Sevilla Atlético siendo aún juvenil llegando a debutar en un partido contra el UD Almería.
A inicios de la Temporada 2018/19 renueva con el club hispalense hasta 2021.
En la temporada 2020/21 se hace con la titularidad del Sevilla Atlético aunque el equipo empieza con algunos altibajos.

### Sevilla FC
Tras la reanudación de la Temporada 2019/20, cortada por el COVID-19, pasa a entrenar bajo las órdenes de Julen Lopetegui en el primer equipo, si bien ya lo había convocado para jugar contra el Qarabağ FK en la Europa League. Esa misma temporada se proclama campeón de dicha competición.
Alfonso debutó con el Sevilla FC en la Champions de 2020/21, en la que estaba inscrito como tercer portero en vez de Javi Díaz que lo estaba en Liga y Copa, en un partido correspondiente a la fase de grupos contra el Chelsea FC en el que encajo cuatro goles en la derrota por 0 a 4 del equipo hispalense.

### Cesión y rescisión de contrato
El 16 de agosto de 2022, firma por el Club Deportivo Castellón de la Primera Federación, cedido por el Sevilla FC, donde consiguió tener el record de imbatibilidad de dicha División.
Tras acabar la temporada fue operado de la rodilla. A pesar de volver a recuperarse y estar entrenando o con el primer equipo o con el filial, en enero de 2024 se le rescinde el contrato.

### Filial levantinista
El 17 de enero de 2024, firma por el Atlético Levante UD de la Tercera División RFEF.

### Selección internacional
Alfonso jugó un partido conn la selección Sub-17 de España que se proclamó subcampeona del mundo en 2017.

## Clubes
Actualizado al último partido disputado el 21 de septiembre de 2024.
| Club                  | País   | Año           | Partidos | Encajados |
| --------------------- | ------ | ------------- | -------- | --------- |
| Sevilla Atlético      | España | 2019-2022     | 0        | 0         |
| Sevilla FC            | España | 2021-2023     | 2        | 6         |
| CD Castellón (cedido) | España | 2022-2023     | 38       | 32        |
| Atlético Levante UD   | España | 2024          | 0        | 0         |
| Levante UD            | España | 2024-presente | 1        | 0         |

## Palmarés

### Títulos internacionales
| Título                        | Club                                 | Sede     | Año  |
| ----------------------------- | ------------------------------------ | -------- | ---- |
| Copa Mundial de Fútbol Sub-17 | Selección de fútbol sub-17 de España | India    | 2017 |
| Liga Europa de la UEFA        | Sevilla FC                           | Alemania | 2020 |